# Полянка (Смолевицький район)
Полянка (біл. вёска Палянка) — село в складі Смолевицького району Мінської області, Білорусь. Село підпорядковане Драчківській сільській раді, розташоване в центральній частині області.